# Murray Perahia
Murray Perahia (Nueva York, Estados Unidos, 19 de abril de 1947) es un pianista y director de orquesta estadounidense.

## Biografía
Murray Perahia nació el 19 de abril de 1947 en Nueva York (Estados Unidos) en una familia de origen sefardí. Comenzó a tocar el piano a la edad de cuatro años, pero no se dedicó a ello seriamente hasta los quince. Cuando tenía diecisiete, ingresó en el Mannes College of Music donde estudió teclado, dirección y composición con su profesor y mentor Mieczysław Horszowski. Durante ese verano, acudió al Marlboro Music School and Festival donde estudió con Rudolf Serkin y Pau Casals, entre otros.
En 1972, fue el primer estadounidense en conseguir el primer premio del Concurso Pianístico Internacional de Leeds, hecho que le ayudó a cimentar su reputación de joven talento del piano. Fanny Waterman recuerda anecdóticamente en el libro de Wendy Thomson Piano Competition: The Story of the Leeds que Horszowski lo telefoneó previamente al concurso anunciándole que iba a inscribir al ganador.
En 1973, trabajó con Benjamin Britten y Peter Pears en el Festival de Aldeburgh. Fue codirector artístico de dicho Festival de 1983 a 1989.
En los años 80 Perahia mantuvo una estrecha amistad con Vladimir Horowitz, quien tuvo una gran influencia sobre su forma de tocar el piano. Permaneció siempre cercano a Horowitz y lo visitó frecuentemente en sus últimos cuatro años de vida, para tocar juntos. Contactó con él con 18 años a través de Serkin, que le comentó que Horowitz estaba interesado en enseñar a alguien. «En aquella etapa no seguí muchas clases con él porque me impresionaba tanto que temí que llegara a ser una influencia demasiado grande», dice al respecto.
Su primer gran proyecto fue la grabación completa de los Conciertos para piano de Wolfgang Amadeus Mozart, dirigidos desde el piano con la English Chamber Orchestra. En la década de 1980 también grabó el repertorio completo de conciertos para piano de Ludwig van Beethoven con Bernard Haitink y la Orquesta Real del Concertgebouw.
En el año 1990, sufrió un corte en su dedo pulgar derecho que se le infectó. Tomó antibióticos para combatir la infección pero le afectaron a su salud. En 1992 su carrera se vio amenazada por una anomalía de los huesos de su mano que le causaron una inflamación, por lo que tuvo que dejar de tocar el piano por unos años y someterse a varias operaciones. Durante esos años, afirmó que había encontrado el consuelo en el estudio de la música de Johann Sebastian Bach. Después de recuperarse completamente, produjo a finales de la década de los 90 una serie de grabaciones sobre las obras para piano de Bach que fueron premiadas, la más notable fue una interpretación de las Variaciones Goldberg. Todo ello causó que posteriormente fuera recordado como un especialista en la música de Bach.
Desde entonces ha realizado grabaciones de los Estudios de Chopin y las últimas sonatas para piano de Franz Schubert. 
Además de su carrera como solista es un activo músico de cámara y ha actuado con Cuarteto Guarneri y Cuarteto de Budapest. También es el director invitado principal de la orquesta de la Academy of St. Martin in the Fields, con la que ha grabado algunas de sus interpretaciones.
El 8 de marzo de 2004, fue nombrado Caballero Comandante honorífico de la Orden del Imperio Británico por la reina Isabel II.
A principios del año 2005, Murray Perahia volvió a tener problemas con su mano, lo que le obligó a cancelar una serie de conciertos por recomendación de sus médicos. Volvió a los escenarios plenamente recuperado en 2006 y realizó varios conciertos en diferentes ciudades de Alemania y en 2007 en el Barbican de Londres. El paréntesis le permitió volver renovado. Invirtió tiempo en comenzar una edición en partitura de todas las sonatas para piano de Beethoven de Henle Verlag. También profundizó en la dirección orquestal que entiende como una prolongación natural de su interés en la música de cámara: «Como director busco lo mismo que en el piano: plasmar la imagen completa de una composición musical». 
En marzo de 2008, volvió a cancelar algunas de sus actuaciones por recomendación médica, ya que su mano volvió a resentirse.
Perahia es miembro honorario del Royal College y de la Royal Academy, así como doctor honorario en la Universidad de Leeds.

## Estilo interpretativo
Su toque es nítido; el sonido, precioso y transparente; el repertorio dinámico, extraordinariamente rico; la construcción interna, perfecta; la expresividad, tan afectiva como pueden escucharse pocas. Su fraseo extraordinariamente nítido y expresivo recuerda a veces a Rubinstein.
Perahia dice respecto a su visión de las obras: «No puedes ver la expresión de una obra si no has comprendido la obra en su totalidad». Sus interpretaciones funcionan como un todo, como una secuencia inevitable de principio a fin.

## Premios y reconocimientos
- En el Seventh International Schumann Festival (2000) consiguió la Claudio Arrau Memorial Medal otorgada por la Robert Schumann Society .

- Premio Grammy como Mejor interpretación de música de cámara (1989). Por la "Sonata para dos pianos y percusión de Béla Bartók.

- Premio Grammy como Mejor interpretación instrumental solista
  - 2003 Por los Estudios Op. 10 y Op. 25 de Chopin.
  - 1999 Por las Suites inglesas n.º 1, n.º 3 y n.º 6 de Johann Sebastian Bach.

En el año 2015 fue galardonado con el Premio Wolf.

## Discografía

### 1970-1980
- Schumann: Davidsbündlertänze Op. 6; Fantasiestücke Op. 12 (1973)
- Chopin: The Chopin Preludes. (1975)
- Schumann: Estudios sinfónicos Op. 13; Études Posthumes; Papillons (1977)

### 1980-1990
- Schubert: Wanderer-Fantasie Op. 15; Schumann: Fantasía en do mayor Op. 17 (1986)
- Mozart, Beethoven: Quintetos con piano y viento (1986)
- Mozart: Sonata para piano K. 448; Schubert: Sonata para piano a cuatro manos (1986; con Radu Lupu)
- Beethoven: Conciertos para piano n.º 3 & n.º 4 (1986)
- Brahms: Cuarteto con piano (1987)
- A Portrait of Murray Perahia (1987)
- Chopin: Concierto para piano n.º 1, Barcarolle, etc. (1987)
- Beethoven: Conciertos para piano n.º 1 & n.º 2 (1987)
- Beethoven: Concierto para piano n.º 5 'Emperador' (1987)
- Beethoven: Sonatas para piano n.º 17, n.º 18 & n.º 26 (1987)
- Mozart: Conciertos para piano n.º 11, 12 & 14 (1987)
- Mozart: Conciertos para piano n.º 22 & n.º 24 (1987)
- Mozart: Conciertos para piano n.º 9 & n.º 21 (1987)
- Mendelssohn: Conciertos para piano n.º 1 & n.º 2 (CD 1987, grabado en 1974). Con Neville Marriner y la Academy of St. Martin in the Fields
- Schumann: Estudios sinfónicos, Estudios póstumos, Papillons; Chopin: Sonatas para piano n.º 2 & n.º 3 (1988)
- Schumann: Davidsbündlertänze; Fantasiestücke (1988)
- Beethoven: Los cinco conciertos para piano (1988). Con Bernard Haitink y la Orquesta Real del Concertgebouw
- Schumann: Sonata para piano Op. 22; Schubert: Sonata para piano, D. 959 (1988)
- Bartók: Sonata para dos pianos y percusión; Brahms: Variaciones sobre un tema de Haydn (1988)
- Schumann, Grieg: Conciertos para piano (1989)

### 1990-2000
- Schubert: Impromptus (1990)
- Chopin: Conciertos para piano n.º 1 & n.º 2 (1990)
- Murray Perahia in Performance (1991)
- Murray Perahia Plays Franck and Liszt (1991)
- Brahms: Sonata para piano n.º 3, Rapsodias, etc. (1991)
- Mozart: Conciertos para 2 y 3 pianos, Andante y variaciones para piano a cuatro manos (1991). Con Radu Lupu.
- Mozart: Conciertos para piano n.º 21 y 27 (1991)
- The Aldeburgh Recital (1991)
- Mozart: Sonatas para piano K. 310, K. 333 & K. 533 (1992)
- Bach: Conciertos para clave (1993)
- Immortal Beloved Original Motion Picture Soundtrack (1994)
- Greatest Hits: Grieg (1994)
- Chopin: 4 Ballades, Valses Op 18 & 42, Nocturno Op 15, Mazurcas Op 7, 17 & 33, Estudios Op 10. Sony Classical #SK 64 399 (1994)
- Beethoven: Sonatas para piano Op. 2, n.º 1–3 (1995)
- Murray Perahia: 25th Anniversary Edition (1997)
- Schumann: Kreisleriana, Sonata para piano n.º 1 (1997)
- Schumann: Obras completas para piano y orquesta (1997). Con Claudio Abbado y la Berlin Philharmonic Orchestra
- Murray Perahia Plays Handel and Scarlatti (1997)
- Bach: Suites inglesas n.º 1, 3 & 6 (1998) Sony Classical
- Songs Without Words: Bach/Busoni, Mendelssohn & Schubert–Liszt (1999)
- Mozart: Conciertos para piano n.º 20 & 27 (1999)
- Bach: Suites inglesas n.º 2, 4 & 5 (1999) Sony Classical

### Desde el 2000
- Bach: Variaciones Goldberg (2000)
- Chopin: Études (2001)
- Bach: Conciertos para tecla n.º 1, 2 y 4 (2001)
- Bach: Conciertos para tecla n.º 3, 5, 6, 7 (2002)
- Schubert: Late Piano Sonatas (2003)
- Murray Perahia Plays Bach (2003)
- Beethoven: Cuarteto de cuerda Op. 127; Sonata para piano Op. 101 (2004) (Murray Perahia también dirige la transcripción para orquesta del cuarteto)
- Bach: Partitas n.º 2, 3, 4 (2008) Sony Classical
- Beethoven: Sonatas para piano Op. 14, n.º 1 y 2, Op. 26 & Op. 28 'Pastoral' (2008)
- Bach: Partitas n.º 1, 5, 6 (2009) Sony Classical
- Brahms: Variaciones Handel; Dos rapsodias Op. 79; Seis piezas para piano Op. 118; Cuatro piezas para piano Op. 119 (2010)
- Bach: Suite francesa n.º 5 (2011)
- Beethoven: Sonata para piano n.º 27 Op. 90 (2011)
- Chopin: Mazurca en do sostenido menor Op. 30 n.º 4 (2011)
- Bach: Suites francesas n.º 1-6 (2016) Deutsche Grammophon
- Beethoven: Piano Sonatas op. 106 "Hammerklavier" & Op. 27/2 "Moonlight" (2018) Deutsche Grammophon